# 괴산 수월정
괴산 수월정(槐山 水月亭)은 충청북도 괴산군 칠성면 사은리에 있는 건축물이다. 1987년 3월 31일 충청북도의 기념물 제74호로 지정되었다.

## 개요
노수신 적소는 조선 중기의 유명한 신하인 노수신(1515∼1590)이 귀양살이를 하던 곳으로, 후에 건물명을 수월정(水月亭)이라 하였다.
노수신은 중종 38년(1543) 과거시험에 합격하여 이황과 같이 학문을 연구하다가 정권다툼으로 관직에서 물러나고 순천, 괴산 등지에서 귀양살이를 하다가 선조 즉위 후 다시 관직에 올라 영의정에까지 오른 인물이다.
건물은 앞면 3칸·옆면 2칸의 규모로, 지붕은 옆면에서 볼 때 여덟 팔(八)자 모양인 팔작지붕으로 꾸몄다.

## 같이 보기
- 노수신

## 참고 문헌
- 괴산 수월정 - 국가유산청 국가유산포털